# Тереза Шмігелівна
Тереза Шмігелівна (пол. Teresa Szmigielówna, нар. 9 жовтня 1929 р. у с. Ковалівка , Тернопільська обл.   - пом. 24 вересня 2013 р. у Констанціні-Єзьорній , Польща ) – польська акторка .

## Життєпис
У 1953 році вона закінчила Національну школу кіно, телебачення та театру в Лодзі . 
Виступала в таких театрах:
Жешувський регіональний театр у Жешові (1953–1955), 
Драматичний театр у Варшаві (1955–1959), 
Театр Остерви в Любліні (1959–1960), 
Мандрівний театр PPIE (1960–1965), 
Класичний театр (1965–1971) 
Театр Розмайтошці у Варшаві (1971–1987).
Вийшла заміж  за  спортсмена фехтувальника Єжи Павловського з яким мала сина Петра, відомого каякера (помер 10 квітня 2021 року)  .
Онуки — актори Юзеф та Стефан Павловські.
Останні роки свого життя вона провела в Будинку ветеранів польської сцени в Сколімові.
Померла у віці 84 років.   
Похована на Вавжишевському цвинтарі у Варшаві . 

## Фільмографія
- 1953: Целюлоза - в ролі Зосі
- 1953: Три оповідання – повість «Цемент» у ролі медсестри
- 1954: Кар'єра - в ролі Ірени, дружини інженера Гулевича
- 1955: Підгалля у вогні -в ролі Гальшки
- 1957: Петля -в ролі молодої жінки  •
- 1958: Героїня - в ролі Катажини – черниці, повість «З бравурою»
- 1959: Поїзд -в ролі дружини адвоката
- 1959: Сигнали - в ролі лікарки Малгожати
- 1960: Невинні чаклуни - в ролі медсестри
- 1961: Щасливий Антоні - в ролі Юлії Грабчик, дружини Антоні
- 1961: Дорога на Захід -в ролі начальника станції
- 1963: Вся правда -в ролі Бренди Полтон
- 1965: Завтрашня Мексика в ролі подруги Янчака
- 1965: Три Кроки на землі – повість «Годинна подорож» у ролі медсестри
- 1966: Передріздвяний вечір - у ролі техніка телефонної комутації
- 1968: Останній після Бога - у ролі дружини Гулевича
- 1968: Моло - у ролі Марти
- 1969: Злочинець, який вкрав злочин - у ролі прокурора, який звинувачує Кернера
- 1970: Обличчям до обличчя - у ролі прокурора
- 1971: Подорож за посмішкою - у ролі матері Полдека
- 1973: Дорога - у ролі Кравчинської, матері Йоли
- 1973: Ставлю на Тольку Банана  - у ролі матері Юлека
- 1975: Третій рубіж - у ролі вчительки Ванди Гулейової
- 1975: Ярослав Домбровський - у ролі Валерії Пйотровської
- 1976: Небезпека - у ролі обвинуваченої Гертруди Штайнер
- 1978: Акварелі - у ролі матері Анки
- 1978: Слід на землі - в ролі Юстини Рибацької, дружини Зигмунта
- 1979: Страхи - в ролі матері Терези
- 1979: Біла лихоманка - в ролі Гелени Самодурової  •
- 1979: Аматор - у ролі члена журі фестивалю
- 1980: Державний переворот - у ролі Олександри Пілсудської
- 1980: Точка зору - в ролі матері Влодека
- 1980: Млин Левіна (Левінс Мюле) - у ролі пані Герман
- 1981: Він, вона, вони - в ролі засмученої
- 1982: Попільна середа - в ролі Добровольської
- 1983: Залишайся (Der Aufenthalt)
- 1983: Я буду на сторожі - в ролі Мадейової
- 1986: Відволіктися - в ролі штатної співробітниці
- 1986: Сонце в гілках
- 1987: Сміттяр (Двірник) - у ролі Гринбергової (серія 1)
- 1988: Пенелопа - в ролі матері Беати
- 1989: Роздуми - в ролі Рози, покоївки тітки Анджея
- 1989: Стан страху
- 1990: Корчак
- 2000: Прокажений - у ролі Стефції Рудецької у 2000 році
- 2000: Пуцусь -  у ролі пенсіонера
- 2000, 2001: На краще чи на гірше - у ролі Марії Сікорської (серії 52, 53)
- 2001: Весна, що приходить - у ролі тітки Вікторії у Навлоці
- 2002: Весна, що приходить (телесеріал) - у ролі тітки Вікторії (серії 4, 5, 6)
- 2002: Всі святі - у ролі Марії Калькус-Чос
- 2002: M jak miłość - як мешканець будинку престарілих
- 2002: Іноземець (The Foreigner) - як бабуся на французькій фермі
- 2003: Варшава - в ролі сусідки
- 2003: Скажи це, Габі - в ролі місіс Зофії, матері бізнесмена
- 2003: Na Wspólnej - в ролі Аполонія Строжинська
- 2003: Presbytery як Stefa - (епізоди 343, 344, 345, 346)
- 2003: Чоловік-Жінка як Wiesia (епізод «Різдвяний вечір»)
- 2004: Rh+ (резус+) - в ролі  старенької
- 2005: Пансіонат під трояндою - в ролі  Maria "Muszka" (епізоди 48, 49)
- 2005: Кримінальний - у ролі Камінської, сусідки Бозовської (епізод 32)
- 2006: Мрок - у ролі бабусі (серія 3)
- 2006: Хто ніколи не жив... - у гостях у матері Яна
- 2006–2007: Попелюшка - у ролі сестри Барбари
- 2008: Ще не вечір - у ролі Марти
- 2009: Місто з моря (телесеріал) - у ролі Юлії, дочки Лучки та Кшиштофа (серія 4)
- 2009: Місто з моря - у ролі Юлії, дочки Лучки та Кшиштофа у сьогоденні
- 2012: П'ята пора року - у ролі старої жінки, матері фермера Романа
- 2012: Мій велосипед - у ролі Ядвіги